# Choridactylus natalensis
Choridactylus natalensis är en fiskart som först beskrevs av John Dow Fisher Gilchrist 1902.  Choridactylus natalensis ingår i släktet Choridactylus och familjen Synanceiidae. Inga underarter finns listade i Catalogue of Life.